# Lanham
Lanham – miejscowość spisowa (obszar niemunicypalny) w Stanach Zjednoczonych, w stanie Maryland, w hrabstwie Prince George’s.